# Парксли (Вирџинија)
Парксли (енгл. Parksley) град је у америчкој савезној држави Вирџинија. По попису становништва из 2010. у њему је живело 842 становника.

## Демографија
Према попису становништва из 2010. у граду је живело 842 становника, што је 5 (0,6%) становника више него 2000. године.
| Група             | 2000.       | 2010.       |
| Белци             | 663 (79,2%) | 554 (65,8%) |
| Афроамериканци    | 90 (10,8%)  | 120 (14,3%) |
| Азијати           | 4 (0,5%)    | 12 (1,4%)   |
| Хиспаноамериканци | 64 (7,6%)   | 135 (16,0%) |
| Укупно            | 837         | 842         |